# Генотоксичность
Генотоксичность — термин, описывающий вредоносные действия над клеточным генетическим материалом, влияющие на его целостность. Генотоксичные вещества потенциально мутагенны или канцерогенны, в частности, способны привести к генетической мутации или к развитию опухоли. К ним относятся как определенные типы химических соединений, так и определенные типы радиации.
Считается, что типичные генотоксины, такие как ароматические амины, вызывают мутации, потому что они нуклеофильны и формируют сильные ковалентные связи с ДНК, что приводит к формированию соединения между ароматическим амином и ДНК, что препятствует точной репликации.
Генотоксины, влияя на сперму и яйцеклетки, способны вызвать генетические изменения у потомков, которые никогда не подвергались действию генотоксинов.